# 萊曼α森林
萊曼α森林（Lyman-alpha forest）是天體光譜學中，遙遠的星系和類星體的光在穿越中性氫後產生的所有萊曼α線吸收線的總和。
這些吸收線來自星系或類星體的光在旅途中穿越的星系際氣體。因為這些光的吸收和發射遵守量子力學，只有特殊能量的光子會被吸收，這將導致個別的吸收線。森林被創建的這一事實證明，來自遙遠光源的光子依據我們和光源之間的距離，呈現哈伯紅移。
由於介於地球和遠距離光源之間的中性氫雲在不同的位置會吸收不同波長的光子(因為紅移)，每一個獨立的雲會在地球上觀察到的吸收光譜不同的位置產生吸收線，有如留下自己的指紋。
萊曼α森林是探索星系際介質的重要探針，可以用來確定雲中包含的中性氫密度和頻率，以及它們的溫度。也可以用來尋找其他的元素，像是氦、碳和矽(與紅移相符)，并研究它們在雲中的豐度。具有高柱密度的中性氫雲會在譜線兩邊顯示典型的阻尼翼，這被稱為阻尼萊曼α系。
高紅移的類星體在森林中的譜線數量也較高，直到紅移6的附近，星系際介質中有著大量的中性氫，森林轉變成耿恩-彼得森槽，這顯示宇宙的再電離已經結束。

## 宇宙論
萊曼α森林的觀測可以建構宇宙模型。

## 圖像
- 計算機模擬的萊曼α雲（z=3）。圖中正方體邊長爲9.6兆秒差距，顏色代表氣體溫度[2][3]。

## 外部連結
- Rauch, Michael. .   [2009-03-30]. （原始内容存档于2010-01-29）.
- Liske, J; Webb, J. K; Carswell, R. F. .   [2009-03-30].
- (PDF).   [2009-03-30].
- .   [2009-03-30]. （原始内容存档于2011-06-06）.